# Trio per a piano núm. 2 (Beethoven)
El Trio per a piano núm. 2 en sol major, Op. 1 núm. 2, de Ludwig van Beethoven, és un trio per a piano, violí i violoncel compost entre 1793 i 1795. Fou publicat l'octubre de 1795 per Artaria a Viena en el conjunt dels tres Trios Op. 1. Estan dedicats al príncep Karl von Lichnowsky, un dels primers mecenes del compositor a Viena i antic alumne de Wolfgang Amadeus Mozart.

## Presentació de l'obra
Més serè que el Trio núm. 1, el Trio núm. 2 presenta una introducció en adagio escrita a l'estil de Haydn. El tercer moviment, un scherzo, mostra una idea innovadora característica de Beethoven.
Consta de quatre moviments i la seva execució dura aproximadament 32 minuts:
1. Adagio, en compàs 3/4 — Allegro vivace, en compàs 2/4, sol major (462 compassos)
2. Largo con espressione, en compàs 6/8, mi major (124 compassos)
3. Scherzo. Allegro, en compàs 3/4, sol major (130 compassos)
4. Finale. Presto, en compàs 2/4, sol major (455 compassos)